# Lucasioides tokyoensis
Lucasioides tokyoensis är en kräftdjursart som beskrevs av Nunumura2000. Lucasioides tokyoensis ingår i släktet Lucasioides och familjen Trachelipodidae. Inga underarter finns listade i Catalogue of Life.